# Duncan Smoking
Duncan Smoking is een Amerikaanse film uit 1891. De film werd gemaakt door Thomas Edison en toont James C. Duncan terwijl hij aan het roken is.